# 11277 Ballard
A 11277 Ballard (ideiglenes jelöléssel 1988 TW2) a Naprendszer kisbolygóövében található aszteroida. Carolyn Shoemaker és Eugene Merle Shoemaker fedezte fel 1988. október 8-án.
Nevét Robert Ballard óceonográfus után kapta.